# 닛타정
닛타정(일본어: 新田町)은 일본 군마현 남동부 닛타군에 속했던 정이다.
닛타 정은 2005년 3월 27일에 폐정하여 2005년 3월 28일에 구 오타시, 오지마정, 야부즈카혼정과 합병해 새로운 오타시가 되었다.

## 역사
- 1889년 4월 1일 - 정촌제 시행으로 기자키정, 이쿠시나촌, 와타우치촌이 탄생하였다.
- 1956년 9월 30일 - 기자키정, 이쿠시나촌, 와타우치촌이 합병해 닛타정이 성립하였다.
- 2005년 3월 28일 - 오지마정, 야부즈카혼정, 구 오타시와 합병해 새로운 오타시가 되었다.

## 교통

### 도로
- 국도 제354호선

## 참고 문헌
- 角川日本地名大辞典編纂委員会, 『角川日本地名大辞典 10 群馬県』1988, 角川書店